# New Ross
New Ross (en gaèlic irlandès Ros Mhic Thriúin o "bosc del fill de Treon") és una vila d'Irlanda, al comtat de Wexford, a la província de Leinster. Es troba als marges del riu Barrow, vora la frontera amb el comtat de Kilkenny i 20 kilòmetres al nord-est de Waterford.

## Història
La ciutat té els seus orígens en una abadia fundada per Abà de Magheranoidhe en el segle vi i formà part del territori del rei Dermot McMurrough. En el segle xii fou atorgat a William Marshal, 1r comte de Pembroke, i el 1207 li fou concedida carta municipal. Durant el segle xiii fou el port més actiu d'Irlanda i una ciutat pròspera.
Participà en les Guerres confederades d'Irlanda i el 1643 resistí els setges del duc d'Ormond i del vescomte de Tara, però el 1649 fou conquerida per les tropes d'Oliver Cromwell. En el seu pont sobre el riu Barrow va tenir lloc l'enfrontament més sagnant de la rebel·lió irlandesa de 1798, en la que hi moriren uns 2.000 rebels.
Durant el segle xix es va enriquir amb el comerç amb Amèrica. Des del seu port morts emigrants marxaren cap als Estats Units.

## Agermanaments
- Hartford (Connecticut)
- Moncoutant
- Newcastle (Down)

## Personatges il·lustres
- Dunganstown, 6 km al sud de New Ross és la llar ancestral de la família Kennedy que comptà entre els seus membres Joe Kennedy, John Fitzgerald Kennedy, 35è President dels Estats Units d'Amèrica, Robert Kennedy i el senador per Massachusetts Edward Kennedy, el rebesavi dels quals Patrick Kennedy va emigrar cap a Amèrica.
- Altres emigrants foren els avis d'Eugene Gladstone O'Neill, guanyador el 1936 del Premi Nobel de Literatura.
- John Redmond, líder nacionalista, fou diputat per New Ross.
- Michael O'Hanrahan, un dels màrtirs de l'aixecament de Pasqua de 1916.
- Gráinne Murphy, nedadora professional.
- Bartholomew Lloyd (1772-1837), matemàtic i Provost del Trinity College (Dublín).